# Irene Gut Opdyke
Irene Gut Opdyke (o también conocida como Irena Gut, Kozienice 5 de mayo de 1922-Fullerton, 17 de mayo de 2003) fue una enfermera polaca que ganó reconocimiento internacional por ayudar a los judíos polacos perseguidos por la Alemania nazi durante la Segunda Guerra Mundial. Yad Vashem la honró como Justa entre las Naciones por arriesgar su vida para salvar a doce judíos de una muerte segura.

## Biografía

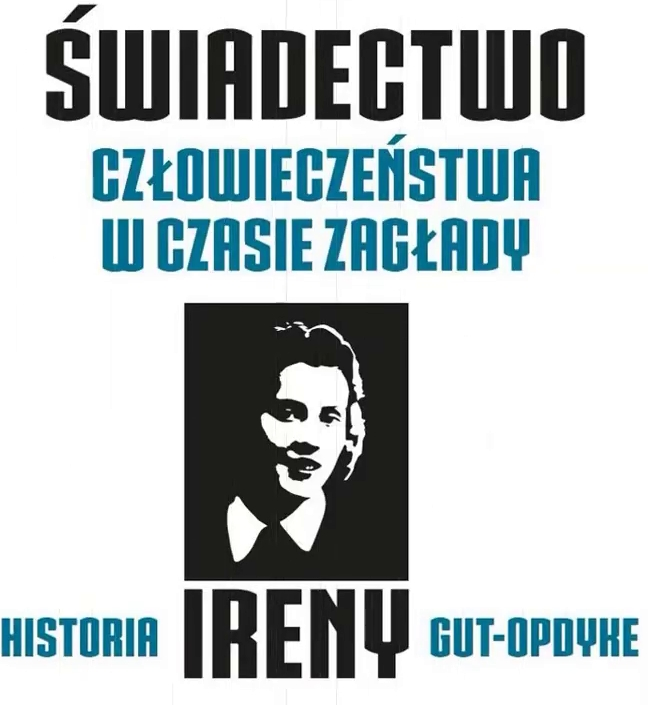
Irene Gut Opdyke Justos de las Naciones, exposición histórica, Piekary Śląskie.

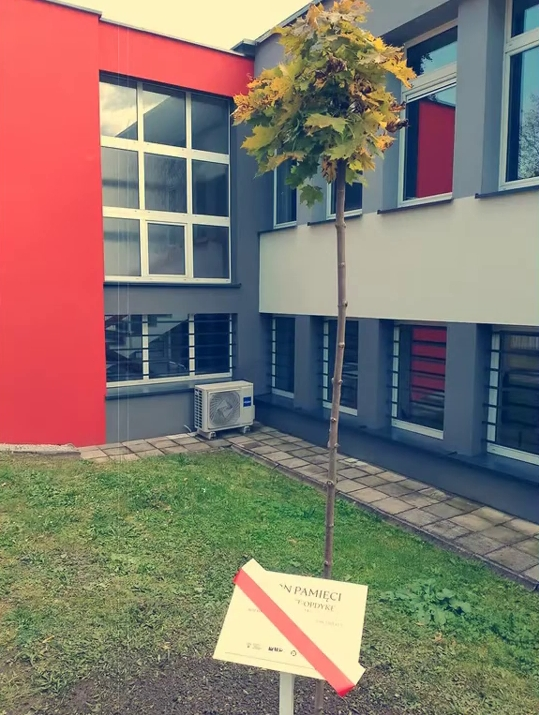
Árbol de arce en memoria de Irene Gut Opdyke, Justo de las Naciones, Piekary Śląskie.

Irena Gut nació en una familia católica con cinco hijas en Kozienice, Polonia, durante el período de entreguerras. La familia se mudó a Radom, donde se matriculó en la escuela de enfermería antes de la invasión nazi-soviética de 1939. A los 20 años, Gut fue testigo de cómo un soldado alemán mataba a un bebé en 1942. Durante la ocupación alemana, Gut fue contratada por el comandante de la Wehrmacht Eduard Rügemer para trabajar en la cocina de un hotel que servía con frecuencia a los funcionarios nazis. Inspirada por su fe religiosa, Gut tomó en secreto comida del hotel y la llevó al gueto de Tarnopol.
Gut sacó de contrabando judíos del gueto al bosque circundante y les entregó comida allí. Mientras tanto, Rügemer le pidió a Gut que trabajara como ama de llaves en su villa requisada. Escondió a 12 judíos en el sótano. Salían y la ayudaban a limpiar la casa cuando él no estaba cerca. Rügemer se enteró de los judíos que estaba escondiendo. Rügemer mantuvo el secreto de Gut, con la condición de que ella se convirtiera en su amante. Rügemer huyó con los alemanes en 1944 ante el avance del ejército ruso en territorio polaco. Gut y varios judíos también huyeron al oeste de la Polonia ocupada por los soviéticos a la Alemania ocupada por los aliados. Escapó a un campo de personas desplazadas, donde conoció a William Opdyke, un trabajador de las Naciones Unidas de la ciudad de Nueva York. Emigró a los Estados Unidos y se casó con Opdyke poco después.

## Legado
Después de años de silencio con respecto a su experiencia en tiempos de guerra, en 1975 Opdyke fue convencida de hablar después de escuchar una afirmación neonazi de que el Holocausto nunca ocurrió. Opdyke comenzó una carrera como oradora que culminó en sus memorias In My Hands: Memoirs of a Holocaust Rescuer. En 1982, Irena Opdyke Gut fue reconocida y honrada por Yad Vashem como una de los Justos Polacos entre las Naciones.

## Bendición papal
El 9 de junio de 1995, Irene Gut Opdyke fue honrada con una bendición papal del papa Juan Pablo II en un servicio conjunto de judíos y católicos celebrado en la sinagoga Shir Ha-Ma'alot en Irvine, California, junto con una invitación del papa Juan Pablo II para tener una audiencia privada. La bendición papal y la audiencia con el Papa la había obtenido el congregante Alan Boinus con la ayuda de monseñor Joseph Karp de la Iglesia Católica Polaca en Yorba Linda, California. La bendición papal fue el primer reconocimiento de la Iglesia católica a sus esfuerzos durante el Holocausto. Irene Gut Opdyke dijo: "Este es el mejor regalo que puedo recibir por cualquier cosa que hice en mi vida".